# Азотная капсула (виджет)

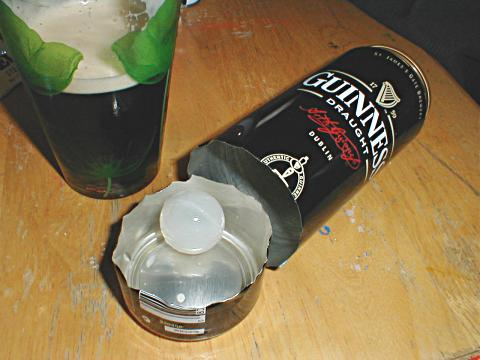
Азотная капсула (виджет) в банке из-под пива Guinness

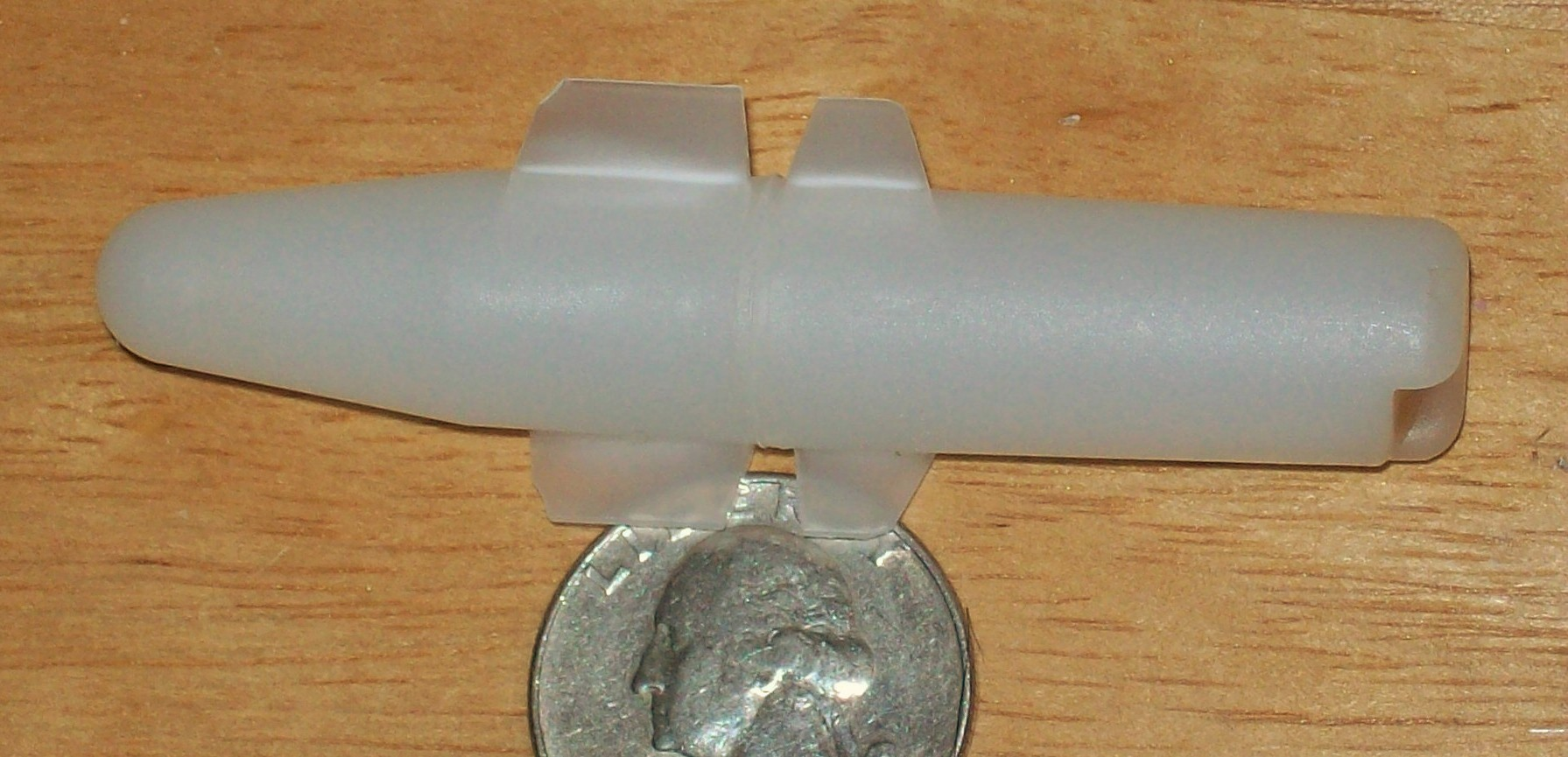
Азотная капсула (виджет) в стеклянной бутылке из-под пива Guinness

Виджет — устройство, помещаемое в ёмкость с пивом для улучшения пенной шапки. Оригинальный виджет был запатентован в Ирландии компанией Guinness. Плавающий виджет находится в банках пива в виде полой пластиковой сферы диаметром около 30 мм (по внешнему виду напоминает шарик для настольного тенниса, но меньше) с одним или несколькими маленькими отверстиями и швом. «Ракетный виджет» находится в бутылках, 70 миллиметров в длину с маленьким отверстием в нижней части.

## Происхождение
Разливное пиво Guinness, которое известно сегодня, было впервые произведено в 1964 году. Марка Guinness стремилась производить бутилированное пиво со свойствами разливного, чтобы потребители смогли пить его дома. Бутилированное разливное пиво Guinness было разработано в 1978 году и выведено на ирландский рынок в 1979 году. Оно никогда активно не продавалось на международном уровне, так как для создания пивной шапки в нём требуется специальное «инициаторное» устройство, очень похожее на шприц.

## Способ
Кроме того, часть азота растворяется в пиве, которое также содержит растворённый углекислый газ. Важно, что кислород исключается из любого процесса производства, так как это может привести к ухудшению вкуса.
Присутствие растворённого азота приводит к образованию мелких пузырьков, увеличивающих бархатистость пенной шапки. Это происходит из-за того, что мелким пузырькам нужно более высокое внутреннее давление, чтобы уравновесить поверхностное натяжение, которое обратно пропорционально радиусу пузырьков. Достижение такого высокого давления не было бы возможно с просто растворенным диоксидом углерода, этот газ более растворимый по сравнению с азотом и создает неприемлемо большую пенную шапку с большими пузырьками.
После открывания банки давление в ней резко падает, вызывая расширение растворённого газа и заставляя газ под давлением и пиво внутри виджета выходить через отверстие. Всё это вызывает цепную реакцию на окружающее его пиво, образуя пузырьки во всем объёме банки, жидкость как бы «закипает». В результате перелитое в бокал пиво представляет собой смесь из мелких пузырьков и жидкости в виде густой пены, в которой происходит явление движения каскадов волн из пузырьков газа не вверх, а вниз бокала, называемое «лавинным эффектом». Смесь постепенно оседает, создавая густую бархатистую пенку на пиве, при этом объём отстоявшегося в бокале пива вместе с пенкой почти не уменьшается по сравнению с первоначальным объёмом пенной смеси (долива пива не требуется).
Данная технология используется в некоторых видах разливного пива, например в разливных стаутах. В этом случае разливное пиво в кегах также содержит смесь растворённого азота и углекислого газа, перемешивание происходит путём прохождения пива через небольшие отверстия ограничителя в кране. Бушующая смесь из мелких пузырьков постепенно оседает в бокале для получения очень густой пены.

## Виджет для пивного бокала

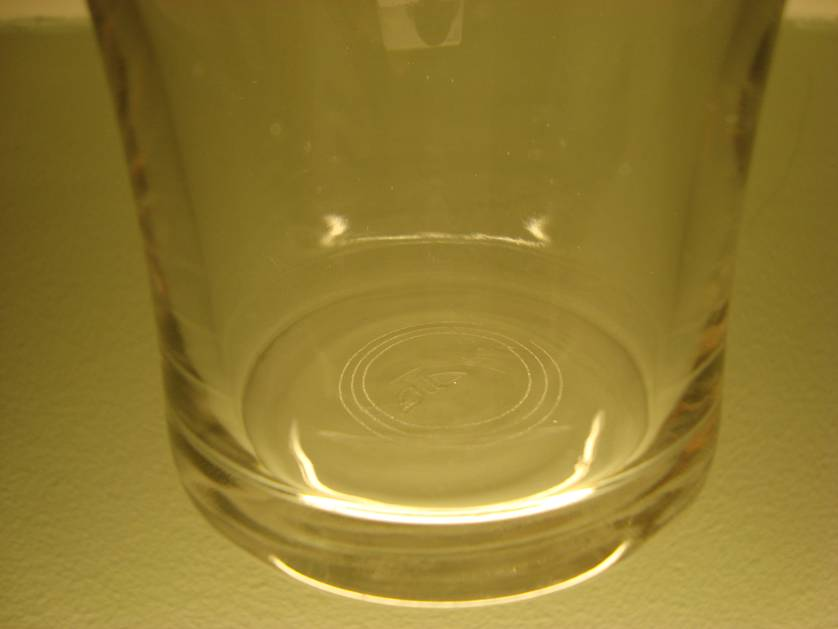
Круговой виджет, вытравленный в основании стандартного пинтового стакана

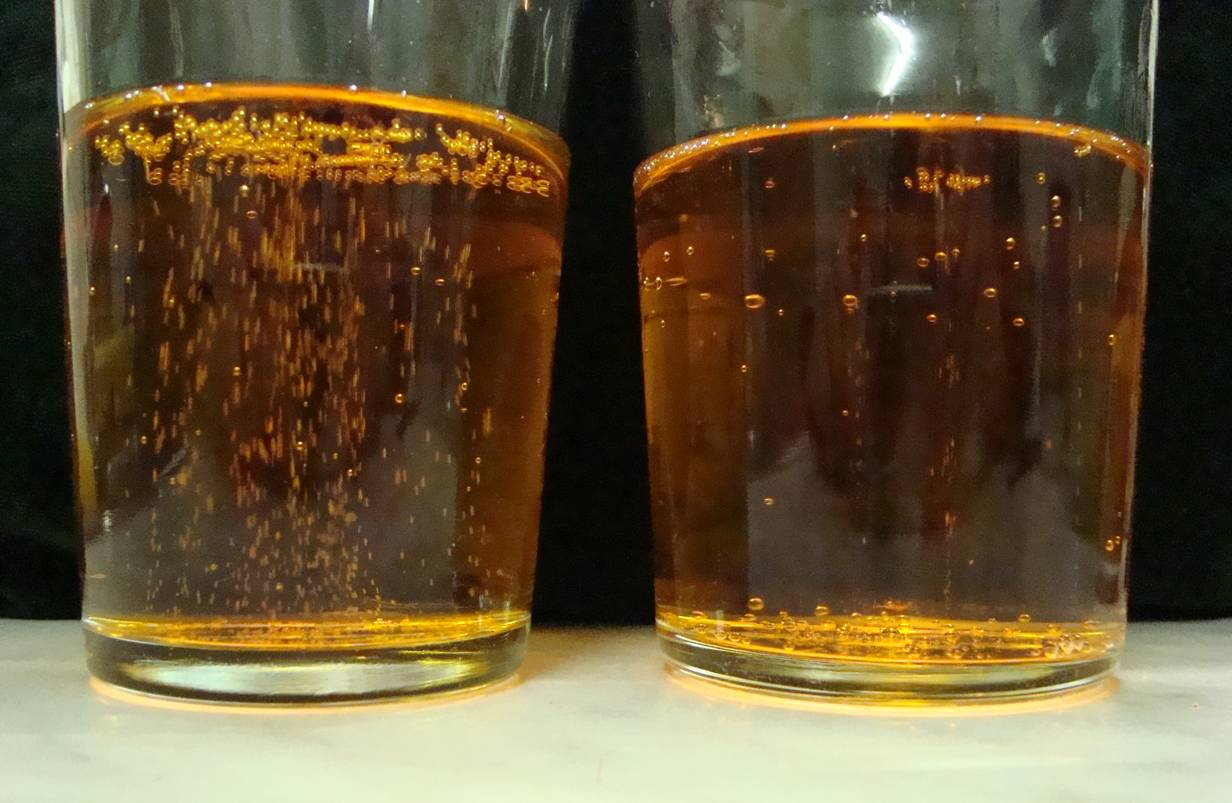
Сравнение пузырьков, образующихся в стакане, содержащем виджет (слева) и стакане с гладким основанием (справа)

Термин «виджет-бокал» может использоваться для обозначения выгравированного лазером рисунка на дне пивного бокала, который способствует выделению пузырьков углекислого газа. Рисунок травления может быть любым — от простого кругового или клетчатого узора до логотипа или текста.
Виджет в основании пивного бокала работает, создавая точку зарождения, позволяя CO2 высвобождаться из жидкости, которая вступает в контакт с ним, тем самым способствуя сохранению напора пива. Это становится все более популярным благодаря тому, что Fosters, Estrella и другие бренды используют их в пабах в Великобритании.